# Síndrome de asa aferente
El síndrome de asa aferente es denominado como una dificultad mecánica extraña formada por cirugías gástricas principales o por una gastrectomía con reparación de Billroth II o en Y de Roux. Por lo tanto, definimos el síndrome del asa aferente como una patología producida por una obstrucción distal que impide el vaciamiento de la cámara gástrica y que causa distensión del miembro aferente secundario a la acumulación de bilis, líquido pancreático y secreciones proximales del intestino delgado.

## Etiología
Los procesos obstructivos sean intrínseco o extrínseco a lo largo de la extremidad aferente o en la anastomosis distal puede provocar el síndrome del asa aferente.
Las etiologías del síndrome del asa aferente están relacionadas con diversos grados de agudeza o cronicidad, requiriendo un tratamiento diferente dependiendo de la patología causante.
En tanto, en la obstrucción por la enfermedad recurrente se presente con un inicio crónico de síntomas y puede recibir tratamiento con descompresión endoscópica o percutánea seguida de quimiorradiación de rescate.

## Causas
El síndrome de asa aferente al ser una obstrucción intestinal puede ser causado por diversos factores patológicos o quirúrgicos. La principal causa es generada a través de una hernia interna.
Sin embargo, existen otras causas como son:
- Obstrucción del segmento

- Por adherencias o anastomosis de segmentos del tubo digestivo implicados
- Estenosis inflamatorias
- Tumores o masas patologías malignas y anormales
- Cicatrización causada por ulceración previa de la gastroyeyunostomía.[5]

Además, es habitual que durante las primeras semanas del posoperatorio después de una cirugía gástrica, pero muchos casos describen que esto suele ocasionarse con el trascurso de los años.

## Manifestaciones clínicas
El síndrome de asa aferente no define una sintomatología adecuada y estable, debido a que no presenta un cuadro patológico bien definido. Sin embargo, dicho síndrome se puede manifestar con síntomas de dolor abdominal acompañados de vómitos con presencia de bilis, ocasionados por la acumulación de secreciones bilio-pancreáticas luminales, la misma que puede generar el incremento de la presión intraluminal ejecutando o terminando a la perforación del asa.
Otras manifestaciones clínicas se hacen presentes en el síndrome de asa aferente como son:
- Dolor en epigastrio

- Distensión abdominal, provocando molestias epigástricas y espasmos
- Vómito biliar abundante que calman el dolor

Si la obstrucción se prolonga durante mucho tiempo, existe la posibilidad de que el paciente presente o desarrolle el síndrome del asa ciega.
Además, el síndrome del asa aferente puede dilatarse, y provocar dolor abdominal, náuseas, vómitos, plenitud postprandial y, ocasiones puede provocar, ictericia obstructiva.

## Diagnóstico
El diagnóstico del síndrome del asa aferente causado por la obstrucción, se logra a través de la tomografía axial computarizada TAC, en la cual se observe un asa aferente dilatada y llena de líquido.
En el síndrome del asa aferente, la gammagrafía hepatobiliar revela retención en el segmento bilio-pancreático dilatado.
Además, se puede predecirse con la ecografía, como al observar un engrosamiento irregular de la pared del muñón gástrico lo que sugerirá la presencia de un cáncer sobre el muñón.

## Tratamiento
Suele requerir de un tratamiento quirúrgico para su resolución.
Se han descrito varios procedimientos quirúrgicos correctivos, que incluyen:
- Convertir un Billroth II en un Roux-en-Y
- Creación de una anastomosis de Braun en un Billroth II, que es una anastomosis desde la extremidad aferente directamente a la extremidad eferente que permite que las secreciones eviten la anastomosis gastroyeyunal.[3][4]
- Los lazos redundantes pueden ser extirpados y reconstruidos.